# Holtegård (Alslev Sogn)
 For alternative betydninger, se Holtegård. (Se også artikler, som begynder med Holtegård)
Holtegård var en middelalderlig hovedgård øst for Haslev i Alslev Sogn (Faxe Kommune).
Gården har formentlig i slutningen af 1300-tallet tilhørt en Niels Bendsen, blandt hvis arvinger var Evert Grubbe, der i 1403 pantsatte rettighederne til gården til biskop Peder Jensen Lodehat. Samme år skødede Hennekin Gyncekinsøn og i 1404 Jakob Gyncekinsøn deres ret i gården til bispen.